# Isadelphina griseifasciata
Isadelphina griseifasciata là một loài bướm đêm trong họ Noctuidae.